# Ophryophryne
Ophryophryne é um género de anfíbio da família Megophryidae.

## Espécies
Este género contém as seguintes espécies:
- Ophryophryne elfina (Poyarkov, Duong, Orlov, Gogoleva, Vassilieva, Nguyen, Nguyen, Nguyen, Che, and Mahony, 2017)
- Ophryophryne gerti (Ohler, 2003)
- Ophryphryne hansi (Ohler, 2003)
- Ophryophryne microstoma Boulenger, 1903
- Ophryophryne pachyproctus Kou, 1985
- Ophryophryne poilani Bourret, 1937
- Ophryophryne synoria Stuart, Sok, and Neang, 2006